# Уильямс, Дио
Дио Кларенс Уильямс (англ. Dioh Clarence Williams; 8 октября 1984) — либерийский футболист, нападающий. Выступал в сборной Либерии.

## Карьера
Дио Уильямс начал играть в футбол в клубе «Блэк Стар» и футбольной академии Таша. В 2002 году он перешёл в клуб «Флода БоЛФ», где провёл 1 сезон. После этого, он перешёл в «Хеккен». Там футболист выступал 4 года, сыграв в 120 матчах и забив 54 гола. При этом первые два сезона клуб находился во второй шведской лиге, где Уильямс начал демонстрировать высокий уровень игры, дважды забив по 16 голов и став третьим и вторым бомбардиром чемпионата. Лишь в 2005 году «Хеккен» вышел в Аллсвенскан, но проведя там два сезона вновь вылетел во второй дивизион.
В августе 2007 года Уильямс перешёл в датский клуб «Орхус», заплативший за переход форварда рекордные для клуба 1,1 млн евро, при этом 25 % стоимости футболиста выкупила трансферная компания «Bricks A/S», а ещё 25 % — группа инвесторов. Контракт с Уильямсом был подписан на 4 года. В первом сезоне Дио провёл за клуб 20 матчей и забил 5 мячей, а «Орхус» занял в чемпионате Дании третье место с конца. В следующем сезоне либериец сыграл лишь в 16 матчах из 33 проведённых клубом и забил 5 голов; причиной малого количества матчей стала травма ахиллова сухожилия, и последовавшая за ней операция . В сезоне 2009/10 Уильямс забил лишь 2 гола в 26 играх, а «Орхус» занял предпоследнее место в чемпионате и вылетел в первый дивизион.
19 августа 2010 года Уильямс, на правах бесплатной аренды, перешёл в российскую «Аланию»; официально договор был подписан 25 августа. 29 августа Дио дебютировал в составе «Алании» в матче с ЦСКА, в котором его клуб проиграл 1:2. А уже 10 октября покинул клуб и вернулся в «Орхус». Откуда вскоре перешёл в «Хеккен».

## Международная карьера
С 2004 года Уильямс выступал за сборную Либерии. Был капитаном команды. В 2004 году он отыграл 3 игры на отборочном турнире к чемпионату мира 2006. А в 2008 году сыграл 4 из 6 игр сборной на отборочном турнире к чемпионату мира 2010, при этом, он забил 1 из 4 мячей своей команде в розыгрыше: 15 июня 2008 года в ворота Сенегала. В том же году он должен был быть выслан из сборной за нарушение ночного режима, но попросил прощение у главного тренера команды и, пропустив одну игру, оставлен в лагере либерийцев.
В сентябре 2010 года Уильямс, вместе с ещё двумя игроками, был отчислен из сборной за то, что он покинул расположение команды в ночное время и отправился в близлежащий бар. При этом, главный тренер команды, Берталан Бичкей, сказал, что этих игроков не будет в национальной команды, пока он является её главным тренером.

## Достижения
«Алания»
- Финалист кубка России: 2010/11